# Ctenicera exilis
Ctenicera exilis là một loài bọ cánh cứng trong họ Elateridae. Loài này được Notman miêu tả khoa học năm 1920.